# Giampietro Campana
Giampietro Campana (1808 - 10 de octubre de 1880), marqués de Cavelli (1849), fue un coleccionista de arte italiano que reunió una de las mayores colecciones de escultura y antigüedades griegas y romanas del siglo XIX. La parte de su colección de joyas de oro helenísticas y romanas que se conserva en el Museo del Louvre mereció una exposición dedicada a ella en 2005-2006. Fue uno de los primeros coleccionistas de pintura italiana antigua, los llamados «primitivos» de los siglos XIV y XV, que sus contemporáneos pasaron por alto. Y, como muchos coleccionistas de su generación, codiciaba la cerámica mayólica italiana de los siglos XV y XVI.

## Carrera profesional
Campana nació en Roma en un entorno sofisticado: a la familia se le encomendó la gestión del Monte di Pietà, un fondo de caridad papal que operaba como prestamista de Roma; Giampietro entró como ayudante en 1831 y fue tan eficiente que fue nombrado director general en 1833. En 1835 fue nombrado caballero de la Orden de la Espuela de Oro por el papa Gregorio XVI en agradecimiento a los préstamos que el reorganizado Monte di Pietà había podido hacer al Vaticano.
Las primeras excavaciones arqueológicas de Campana se llevaron a cabo en 1829 en Frascati, donde la familia tenía el uso de propiedades pertenecientes a la Cámara Apostólica.

## Colección

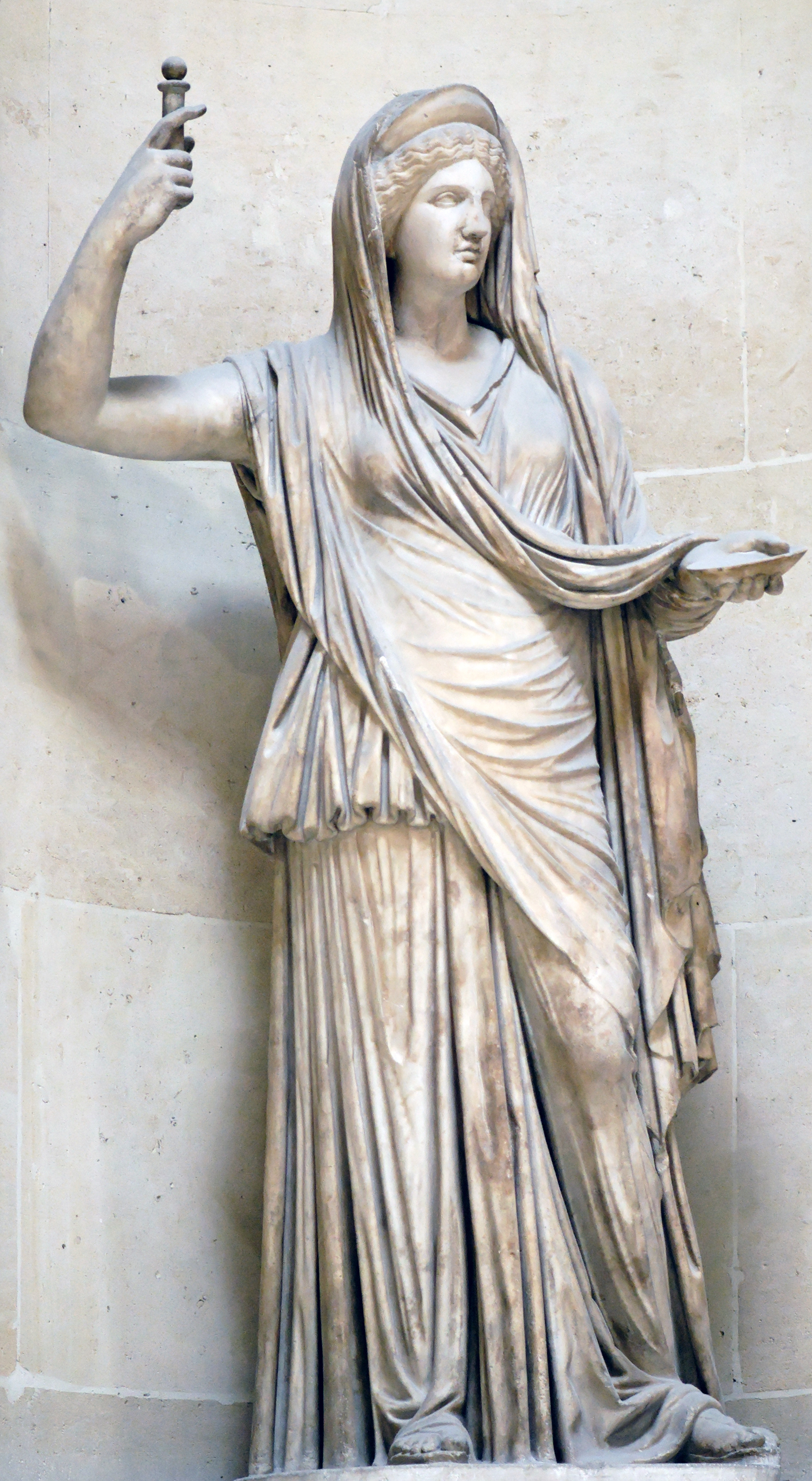
La Hera Campana, una copia romana de un original helenístico, en el Museo del Louvre.

La colección de Campana abarcaba bronces y esculturas de mármol, los relieves de terracota de la arquitectura romana que todavía se denominan relieves Campana, cerámicas, numismática y medallas, adquiridas en el mercado y a través de excavaciones en sus propias propiedades y en otros lugares y bellamente dispuestas y expuestas en la Villa del Laterano. También coleccionó pintura italiana, formando una notable colección de los llamados «primitivos» de los siglos XIV y XV.
Gracias a su madura experiencia en el campo de la arqueología, —que a mediados del siglo XIX seguía siendo una búsqueda del tesoro de obras de arte y curiosidades, incluso en manos de un sofisticado aficionado— Campana fue responsable del descubrimiento del Columbario de Pomponio Hylas y de otros dos columbarios cerca de la tumba de los Escipiones, de los que dirigió la publicación, así como de la publicación de su propia colección de placas de relieve de terracota de la época republicana que todavía llevan su nombre. Obtuvo puestos destacados en la administración pontificia y fue encargado de las excavaciones de Ostia. A partir de 1842 publicó varias ediciones de su colección de relieves de terracota moldeados, bajo el título Antiche opere in plastica, en las que ofrecía ensayos anticuarios sobre las representaciones mitológicas e iconográficas en los paneles de relieves Campana; fue la primera obra que llamó la atención sobre estos elementos arquitectónicos olvidados, que tenían una larga historia prerromana en la civilización etrusca.

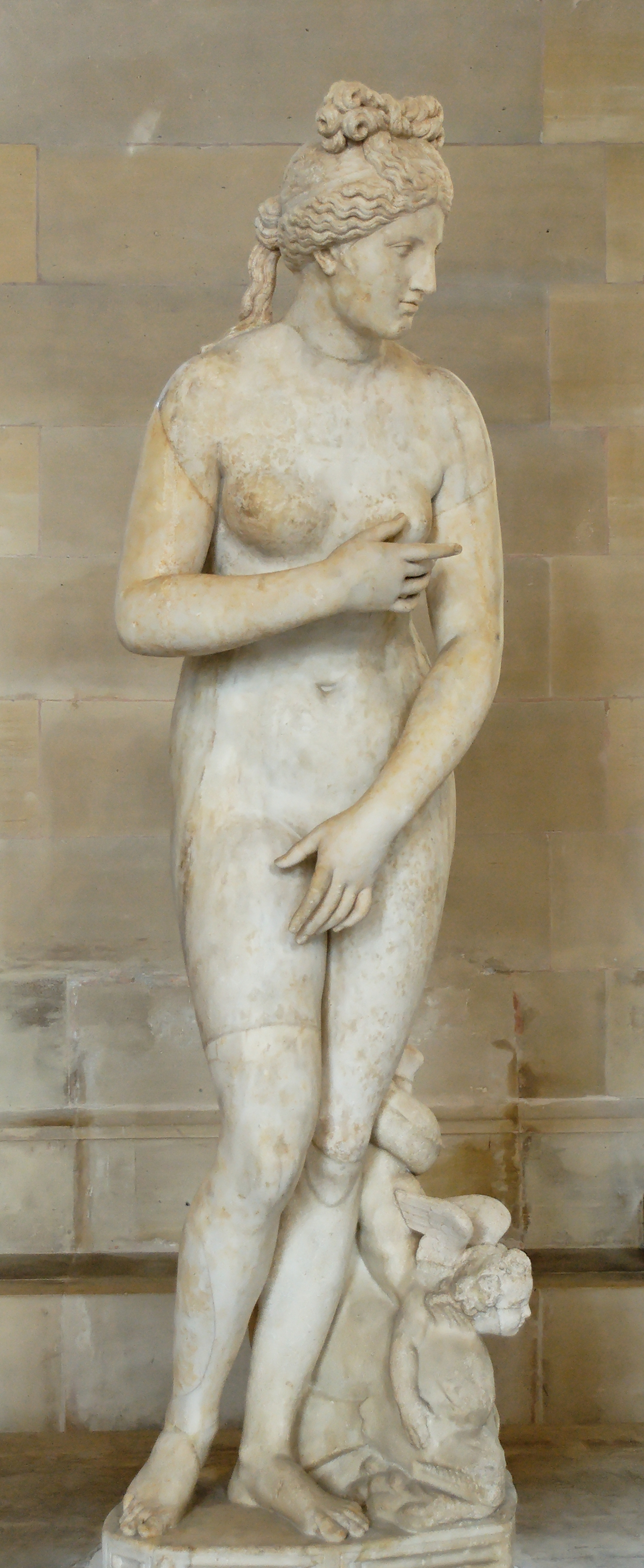
La versión de la Venus Capitolina del, de Campana, descubierta en Anzio, también forma parte de la colección Campana del Louvre.

En 1846 el papa Pío IX realizó una majestuosa visita para inspeccionar la colección de la «Villa Campana», a la que Campana había trasladado sus esculturas romanas. Era la villa de su abuelo, situada en la cima del monte Celio, antiguamente refugio de Pablo de la Cruz, se accedía a través de las puertas de hierro forjado de la calle de San Stefano di Rotondo, junto a la plaza de San Juan de Letrán; había sido embellecida, y su largo recorrido se extendía de forma clásica, lo que a una visitante le pareció «un templo de la vieja Roma, con columnas y frontón bien proporcionados». Su paseo curvo estaba sombreado con algunos de los primeros eucaliptos de Roma, y en el jardín, junto con plantas exóticas, fuentes y grutas, Giampietro Campana recreó una tumba etrusca. El lugar contaba con algunos precedentes genuinamente antiguos, restos de la domus de Plaucio de Letrán, atravesada por restos del acueducto claudiano; un triclinio con frescos excavado en el lugar en la época del padre de Campana fue conmemorado en grabados. Anexa a la villa se encontraba la pequeña y antigua iglesia de Santa Maria Imperatrice. Las dos partes del extenso recinto estaban conectadas por un túnel privado bajo la vía Santi Quattro Coronati.

## Culminación
En 1851, Campana se casó con la inglesa Emily Rowles, cuya familia tenía conexiones con el príncipe Luis Napoleón, pronto Napoleón III. Por sus méritos culturales, Fernando II de Nápoles le concedió el título de marchese di Cavelli. Fue consejero del Gran Duque de Sajonia-Weimar. En 1851, el Natale di Roma, la fiesta anual del día tradicional de la fundación de Roma, celebrada por la Pontificia Accademia Romana di Archeologia, tuvo lugar en la Villa Campana, en el monte Celio, cerca de la Archibasílica de San Juan de Letrán; entre los invitados se encontraba Luis I de Baviera. Además de esta villa suburbana, Campana tenía su principal residencia romana, el Palazzo Campana, en la esquina de via Babuino y Piazza del Popolo; allí, según el Handbook for travellers in central Italy de Blewett (Londres, 1856), «el Museo Campana es, en muchos aspectos, superior al Museo Gregoriano del Vaticano», aunque la colección estaba abierta únicamente un día a la semana y solamente para aquellos que llevaban una carta de presentación. Los relieves de "Campana" eran más fáciles de ver, al igual que en el Monte de Piedad. Merece la pena citar la descripción que hizo Blewett de la colección del Palacio Campana:

Los ejemplares consisten en su mayoría en adornos de oro, pendientes en forma de genios, collares de escarabajos, broches de filigrana, brazaletes, cadenas para el cuello, torques, chapeletes en forma de follaje, etc.; la cabeza de Baco con cuernos y una fíbula de oro con una inscripción etrusca, igualan, si no superan, las mejores producciones de Trichinopoly o Génova. Uno de los objetos más notables de esta colección es un magnífico escarabeo de ónix, que representa a Cadmo destruyendo al dragón. Un colección de jarrones etruscos, es también muy fina, varios presentan escenas históricas, con inscripciones griegas y etruscas. El Gabinete de Bronces comprende una buena serie de objetos etruscos y romanos: 2 hermosos trípodes, un espejo de extraordinaria belleza y tamaño, y una urna cineraria de rarísima aparición en metal; fue encontrada cerca de Perugia, conteniendo las cenizas del muerto, con un collar de oro, ahora entre las joyas; un féretro de bronce, con el fondo enrejado, como el del Museo Gregoriano, con el casco, la coraza, las grebas y la espada del guerrero cuyo cuerpo reposaba sobre él. Hay varios ejemplares de cascos etruscos, con delicadas coronas de follaje dorado colocadas sobre ellos. La colección de vidrios y esmaltes es de lo más interesante, ya que se trata de elegantes tazze de vidrio azul, blanco y amarillo montados en soportes de filigrana, tal y como fueron extraídos de las tumbas. La serie de vasos etruscos, no solamente de Etruria propiamente dicha, sino también de la Magna Grecia, es rica y extensa.

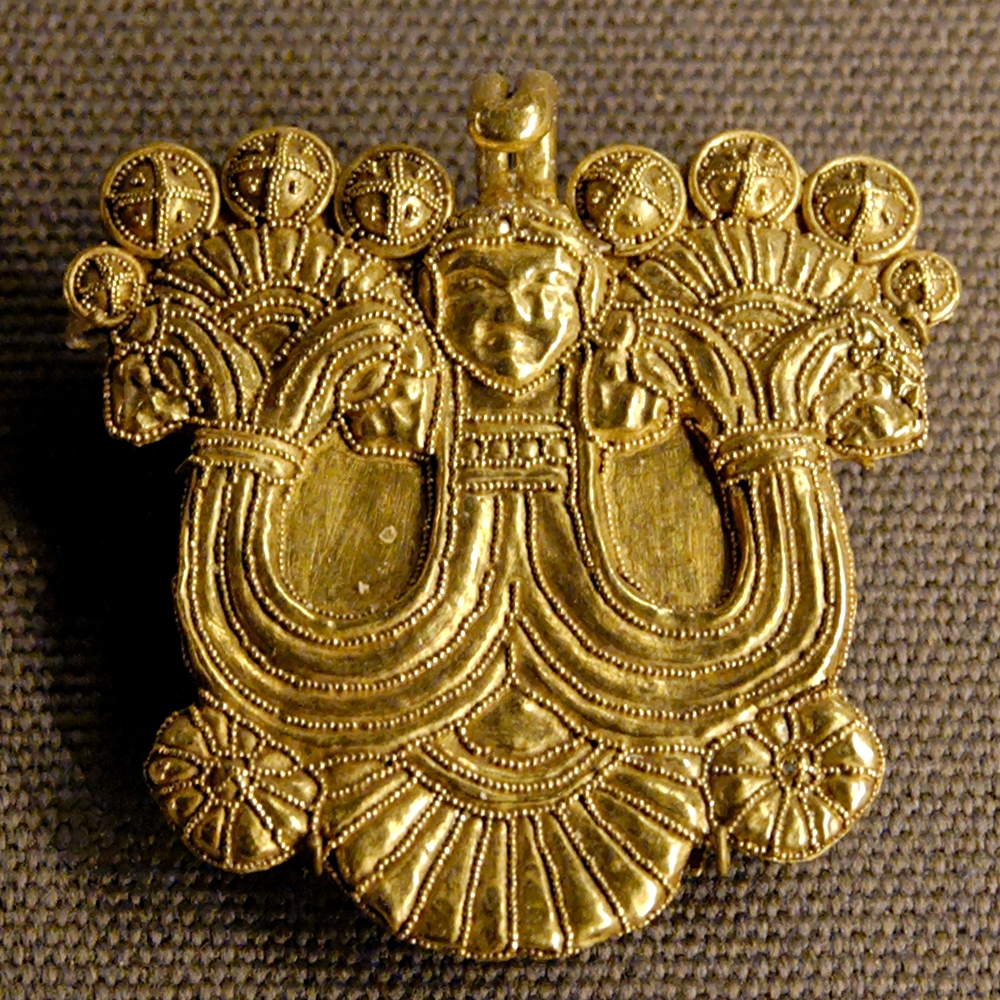
Fíbula de oro, Magna Grecia, hacia el 630 a. C., de la colección Campana del Louvre.

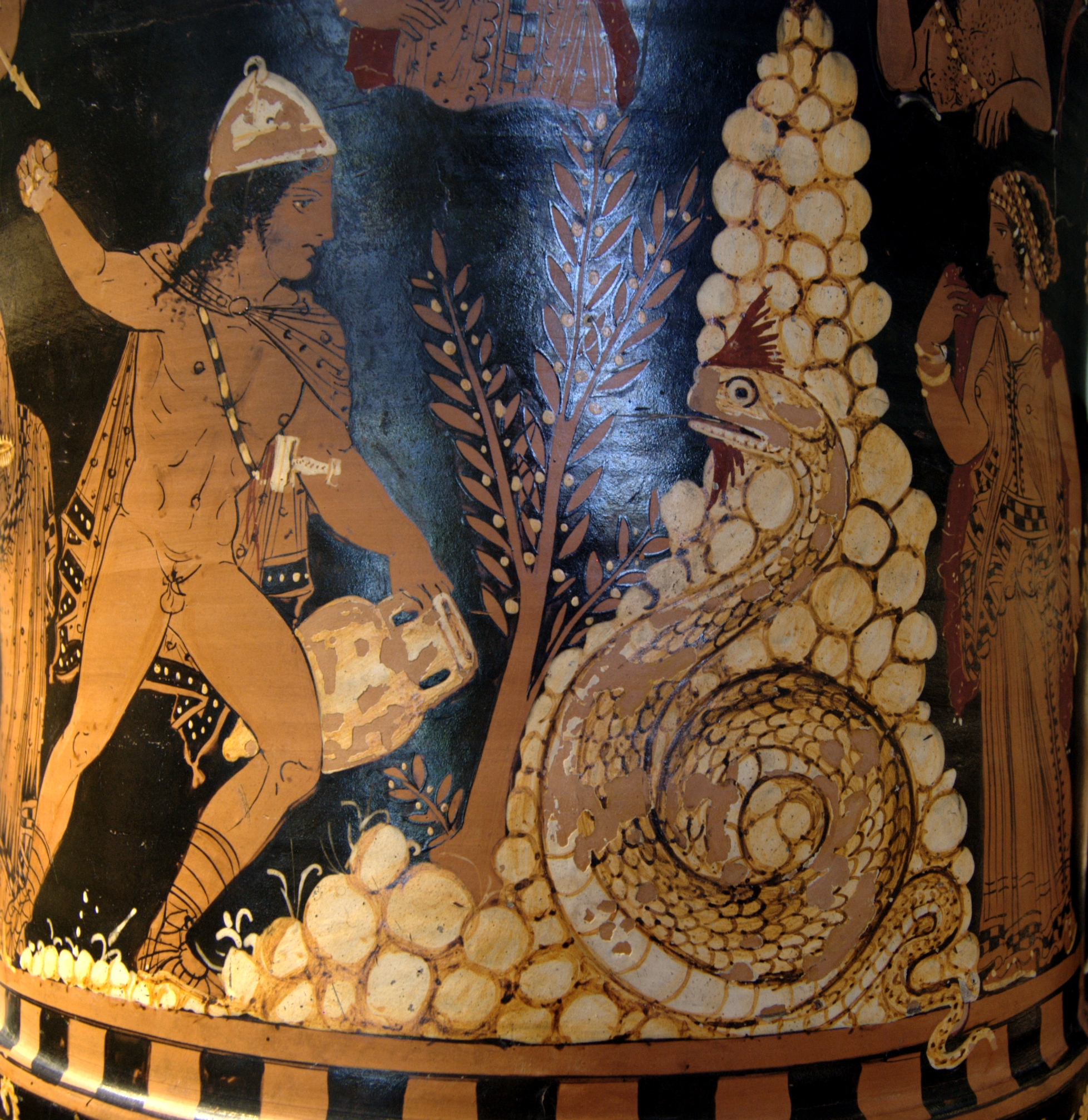
Cadmo destruyendo al dragón. Pieza de la colección Campana.

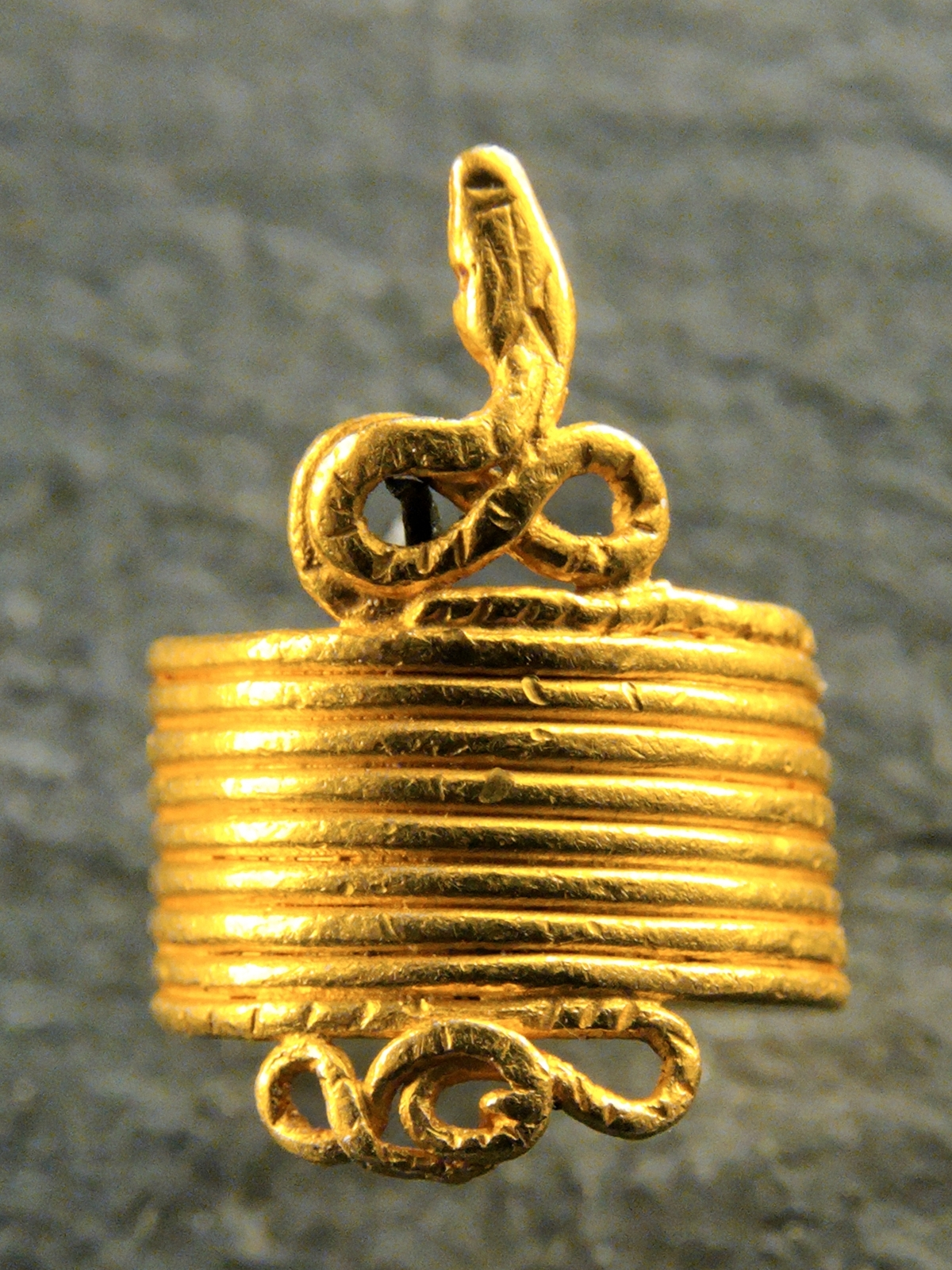
Anillo serpentiforme de oro. Obra griega, Museo del Louvre.

Hacia 1858, Campana publicó un catálogo de su colección que dividió en doce secciones: 
- jarrones (I),
- bronces (II),
- joyas y monedas (III),
- terracotas (IV),
- vidrio (V),
- pinturas etruscas, griegas y romanas (VI),
- escultura griega y romana (VII),
- pinturas italianas desde la época bizantina hasta Rafael Sanzio (VIII),
- pinturas italianas de 1500 a 1700 aproximadamente (IX),
- mayólica italiana de los siglos XV-XVI (X),
- mayólica de Luca della Robbia y sus contemporáneos (XI),
- curiosidades etruscas y romanas (XII).[11]

En 2001, Susanna Sarti publicó un intento de rastrear la ubicación actual de las piezas enumeradas.

## Desgracia
En un sorprendente giro de su fortuna privada, empeñó sus joyas antiguas, y sucesivamente otras partes de la colección. Las obras se interrumpieron en la gran villa de Vignola en Frascati, que se estaba preparando para recibir las colecciones Campana, pero no pudo resistirse a comprar veintidós elementos de frescos clasicistas pintados por Baldassare Peruzzi para la Villa Stati-Mattei, ya en 1856. Fue acusado, detenido en noviembre de 1857 y condenado por malversación de los fondos públicos a su cargo. Tras un dramático juicio, fue condenado a veinte años de prisión, que le fueron conmutados por el exilio y la deshonra.

## Dispersión
Su colección fue secuestrada por el Estado Pontificio. En 1858 se publicó un catálogo de su colección y se puso a la venta. Las obras de la colección Campana acabaron en los grandes museos nacionales, desde el Museo del Hermitage de San Petersburgo, donde se ofreció al conservador del zar Nicolás I de Rusia, Stepan Gedeonov, el derecho a seleccionar piezas de la colección antes de la subasta, hasta el Museo Victoria y Alberto de Londres y el Museo Metropolitano de Arte de Nueva York.

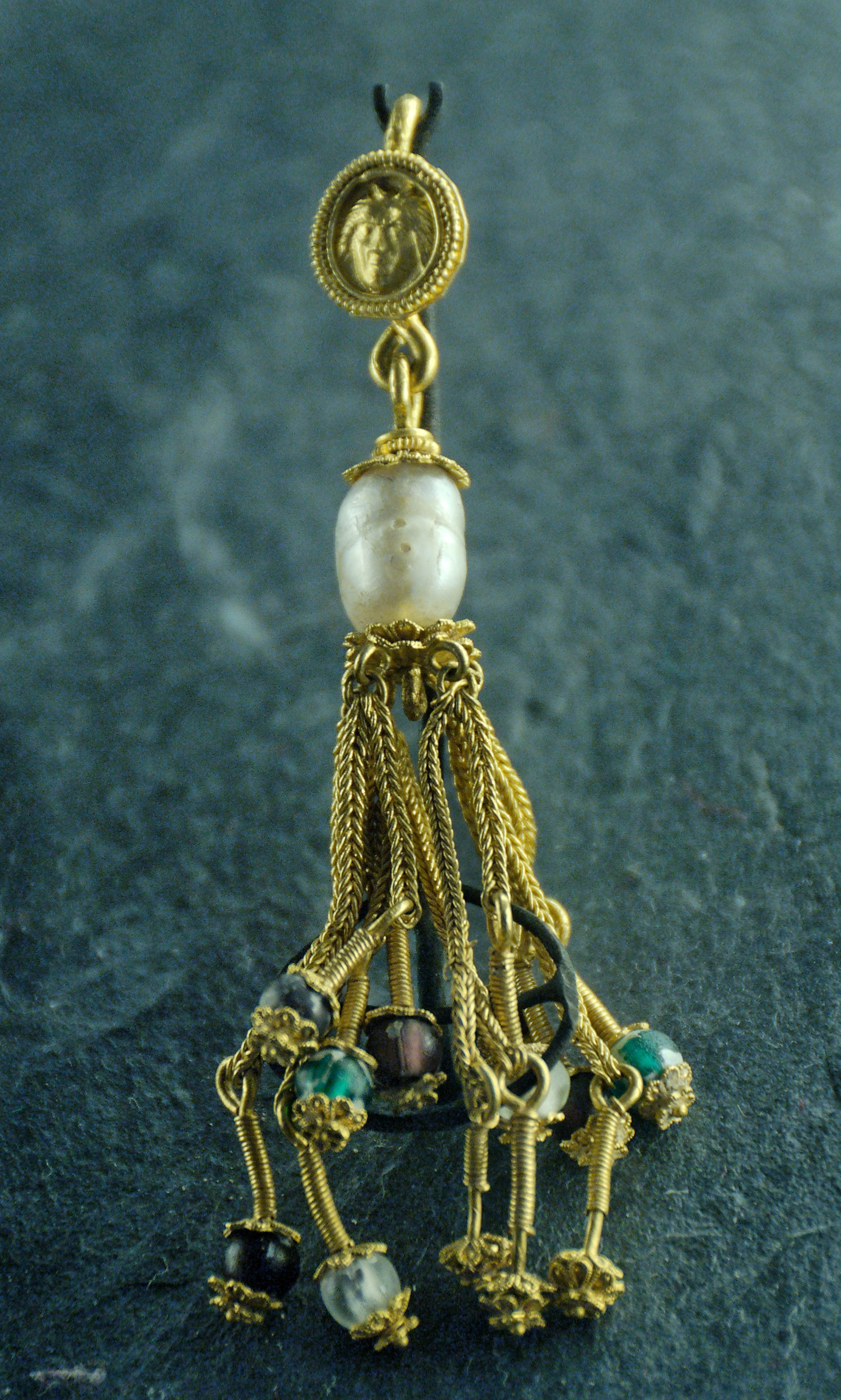
Colgante griego de una diadema, cuentas de oro, perlas y vidrio, -II a. C., también en el Louvre.

Con la esperanza de encontrar un comprador, el oro antiguo fue confiado al atelier Castellani, fundado en 1814 por Fortunato Pio Castellani (1794-1865) (1794-1865), orfebre, anticuario y coleccionista, cuyo taller de joyería y orfebrería fue uno de los primeros en inspirarse en el oro de la Antigüedad que recuperaban Campana y otros en las excavaciones de la Campagna romana y de Etruria.
Augusto Castellani (1829-1914) estudió el oro de Campana e hizo restauraciones sensibles, que en algunos ejemplos equivalen a «pastiches» ensamblados a partir de fragmentos antiguos, y presentó un catálogo. El estudio íntimo de los raros originales sugirió a Castellani nuevas técnicas de elaboración y las restauraciones más amplias realizadas durante el período que en algunos casos transformaron los originales. Otras copias e interpretaciones fueron realizadas por Castellani con un refinado gusto arqueológico. La colección Campana de oro antiguo, remontada y restaurada por Castellani, fue comprada por el Estado francés en 1861 y se conserva en el Louvre. Nueve galerías del Louvre contienen la cerámica griega de la colección Campana.
De las colecciones Campana, solamente quedó en Roma la colección numismática de unas cuatrocientas monedas de oro romanas y bizantinas, adquirida en 1873 por la administración de los Museos Capitolinos, gracias al interés de Augusto Castellani, que fue miembro fundador de la Commissione Archeologica Comunale, y fue nombrado director de los Museos Capitolinos ese mismo año. El legado de su propia colección de más de nueve mil monedas, constituyó el núcleo de la actual colección pública.
Las pinturas italianas «primitivas» de Campana fueron adquiridas por el Estado francés. En 1976, 283 cuadros de Campana recibieron un hogar oficial en el nuevo museo Petit Palais de Aviñón.
Entre los cuadros de Campana se encuentra también una serie de cinco frescos transferidos al lienzo. Los temas, de la escuela de Rafael Sanzio, se completaron en 1523-1524 en la Villa Palatina de Roma. Se incluyeron en la parte de la colección Campana que los rusos adquirieron en 1861 y que instalaron en el Museo del Hermitage de San Petersburgo.

## Regreso a Roma
Tras la reunificación de Italia, Campana regresó a Roma, donde murió el 10 de octubre de 1880, en el infructuoso proceso de reclamar al Pontificado los beneficios obtenidos por la venta de la Colección Campana, más allá del valor que se había empeñado. Al fracasar en 1873 el proyecto del ayuntamiento de construir viviendas de protección oficial en el solar de Villa Campana por parte de la Società edifacatrice italiana, la villa pasó a manos de un escultor inglés de prestigio social establecido desde hacía tiempo en Roma, Warrington Wood (1839-1886), profesor de la Academia de San Lucas. Con la ayuda de un jardinero inglés, pronto tuvo "el mejor césped de Roma".
Una exposición celebrada en 2006, «Frascati al tempo di Pio IX e del Marchese Campana : ritratto di una città tra cultura antiquaria e moderne strade ferrate» situó a Campana en su contexto cultural.